# Батулия
Батулѝя е село в Западна България. То се намира в община Своге, Софийска област.

## География
Намира се на 24 км от центъра на гр. София. Село Батулия се намира в планински район, в дела Мургаш от Западна Стара планина. Край селото минава Батулийската река.
Батулийският манастир се намира в хълм над селото в гората по пътя за с. Буковец, отстоящо на 10 км от Батулия.
Селото се характеризира с умереноконтинентален полупланински климат. В землището на селото има кафяви горски почви, както и мина за антрацитни въглища, част от Свогенския въглищен басейн.

## История
Според историка от началото на ХХ век Васил Миков, базирайки си на топонимия и ономастика, произходът на името е кумански. Най-ранното документирано споменаване на село Батулия е в турски данъчни регистри от 1453 г. под името Батулие. През времето на освободителното движение Васил Левски основава на това място революционен комитет и населението взема дейно участие в борбата.
Първото училище в селото е построено през 1884 г. През годините е било разширено с интернат, но днес не функционира. Читалище „Христо Ботев“ е основано през 1928 г.

## Обществени институции
- Читалище „Христо Ботев“

## Културни и природни забележителности
В паметника, построен в памет на загиналите в Батулийската битка (23 май 1944) партизани от войнишкия партизански батальон „Христо Ботев“, има изложени интересни исторически факти.

## Личности
- Галин Малакчиев (1931 – 1987), български скулптор, живял и творил в Батулия от 1973 до смъртта си
- Иван Караризов (1936 – 2004), български инженер
- Камен Петров (1931 – 1999), български офицер, генерал-майор

## Други
- Снимки от с. Батулия
- Пътят, минаващ през с. Батулия
- Училището (днес нефункциониращо)
- Антифашисткия паметник